# 坂倉琴乃
坂倉 琴乃（さかくら ことの、1972年12月5日 - ）はチェンバロ奏者。なお、12月5日は彼女が敬愛しているモーツァルトの命日でもある。身長168cm。

## 来歴
東京都出身。3歳からピアノ、6歳からバイオリンを始める。10歳のとき、レッスンに通った音大の教授宅でチェンバロに出会ったのがそもそもの始まり。
国立音楽大学附属高等学校→国立音楽大学卒業。同大卒業後はウイーン市立音楽大学→ウィーン国立音楽大学チェンバロ演奏学科卒。同大大学院をへてモーツァルテウム・ザルツブルク国立音大大学院でチェンバロ、ハンマークラヴィアの勉強を続けている。 一方では、ウィーン・フィル第一バイオリン首席奏者あるいはウィーン交響楽団メンバーと共演し欧州各地でコンサートを行っている。
愛器は久保田彰チェンバロ工房で作ったものとのこと。ちなみに、久保田チェンバロ工房は、2006年9月16日放送の「ぶらり途中下車の旅」でも紹介されている。